# Noorda caradjae
Noorda caradjae là một loài bướm đêm trong họ Crambidae.